# Ixeris parva
Ixeris parva là một loài thực vật có hoa trong họ Cúc. Loài này được (Kitam.) Yahara mô tả khoa học đầu tiên năm 1987.